# Grund Fjord
Grund Fjord er den østvendte arm af Randers Fjord, og en forlængelse af udløbet for Alling Å, der afvander det nordøstlige Djursland. Grund Fjord løber ud i Randers Fjord, hvor denne udvider sig til en rigtig fjord og svinger mod nord, fra at have været en stor å med en gravet sejlrende op til Randers - i forlængelse af Gudenåens nedre løb. Grund Fjord går fra Uggelhuse på sydsiden, ca. 4,5 km mod øst, til engene ved Alling Ås udløb, ca. 2 km vest for Allingåbro.
Grund Fjord har været en del af de fjorde der ved afslutningen af istiden med Alling Ådal og Kolindsund gjorde det nordlige Djursland til en ø .

## Eksterne kilder og henvisninger
1. ↑  Kolindsund – litorinahavet (Webside ikke længere tilgængelig)

56°28′19.78″N 10°14′32.45″Ø / 56.4721611°N 10.2423472°Ø